# Kisszederjes
Kisszederjes (románul: Mura Mică, németül: Klein-Sedresch) falu Maros megyében, Erdélyben. Közigazgatásilag Gernyeszeg községhez tartozik.

## Fekvése
Marosvásárhelytől 19 km-re északkeletre, a Maros és a Nyárád közti dombvidéken fekszik.